# Fletcherana giffardi
Fletcherana giffardi là một loài bướm đêm thuộc họ Geometridae. Nó là loài đặc hữu của Hawaii.